# Конан II (герцог Бретані)
Конан II (*Conan II, 1030/1033 — 11 грудня 1066) — герцог Бретані у 1040—1066 роках.

## Життєпис
Походив з династії Ренн. Син Алена III, герцога Бретанії, та Берти Блуаської. Народився між 1030 та 1033 роками. У 1040 році після смерті батька став новим правителем Бретані. Втім регентство на себе перебрав стрийко Одо, граф Пент'євру. Останній придушив повстання Ріваллона I, сеньйора Доля.
У 1047 році Одо I відмовився передати владу своєму небожу Конану II, тоді останній виступив проти ворохобника. Війна тривала до 1057 року, коли нарешті Одо було переможено, схоплено і запроторено до в'язниці. Водночас 1054 року спробував захопити Нант після смерті графа Матіаса, вступивши в конфлікт з Аленом, графом Корнуай. Конфлікт було вирішено через шлюб сина останнього Гоеля з сестрою бретонського герцога.
Протягом 1057—1060-х років вимушений був придушувати повстання знаті, яких підтримувала Нормандія. У 1064 році розпочалася відкрита війна Конана II з Вільгельмом II, герцогом Нормандії, який відкрито виступив на боці Ріваллона I, сеньйора Доля. Герцогу Бретані вдалося захопити Доль, вигнавши його володаря.
У 1065 році бретонці зазнали нищівної поразки при Долі. Конан II, втім, відмовився від підтримки Вільгельма Нормандського щодо вторгнення до Англії. Того ж року відвідав свого стрийка Теобальда III, графа Блуа, з яким домовлявся про союз.
У 1066 році герцог Бретані рушив проти графства Анжу, захопивши важливі фортеці Пуанке і Сегре, після цього зайняв Шато-Гонтьє, де помер від отруєння, в якому запідозрили Вільгельма, герцога Нормандії. Владу успадкували сестра Конана II — Гавіза та її чоловік Гоель, граф Корнуай.

## Родина
Мав позашлюбного сина Алена (д/н—після 1075).